# Brezmadežno Srce Marijino
Brezmadežno Srce Marijino (tudi samo Srce Marijino) je predmet češčenja v Rimskokatoliški Cerkvi, pa tudi praznik z istim imenom. Marijino srce je simbol Marijinih vrlin, zlasti njene ljubezni do Boga in do ljudi. 
Praznik Srca Marijinega je premakljiv praznik in se ga praznuje en dan po prazniku Srca Jezusovega, tj. na tretjo soboto po binkoštih.
Čaščenje Srca Marijinega se je začelo v 17. stoletju. Največ zaslug za to ima sveti Janez Eudes, ki velja tudi za začetnika liturgičnega čaščenja Srca Jezusovega. 
Janez Eudes je organiziral prvo uradno praznovanje Srca Marijinega jeseni 1648. Leta 1855 je bil praznik Brezmadežnega Srca Marijinega uradno razglašen za neobvezen praznik, leta 1996 pa ga je papež Janez Pavel II. povzdignil v obvezen praznik. Pobožnost čaščenja Srca Marijinega se je še posebej razširila po Marijinem prikazovanju v Fatimi na Portugalskem, leta 1917.